# Слунська Селниця
45°30′ пн. ш. 15°43′ сх. д. / 45.50° пн. ш. 15.71° сх. д.
Слунська Селниця (хорв. Slunjska Selnica) — населений пункт у Хорватії, в Карловацькій жупанії у складі міста Карловаць.

## Населення
Населення за даними перепису 2011 року становило 78 осіб.
Динаміка чисельності населення поселення: